# Dingshof
De Dingshof was een havezate in het Nederlandse dorp Olst, provincie Overijssel. 

## Geschiedenis
In 1394 werd Herman van Wezenberg met de goederen de Dydingkeshof beleend door de bisschop van Utrecht. Herman had zich vernoemd naar het goed de Wezenberg, dat hij eveneens in leen hield. De beide goederen Dingshof en Wezenberg zouden nog geruime tijd met elkaar verbonden blijven, waarbij de Dingshof op een gegeven moment een achterleen werd van Wezenberg.

### Van Keppel
Hermans dochter Gastouwe erfde in 1400 de Wezenberg en de Dingshof. Haar zoon Dirk van Keppel erfde op zijn beurt de goederen in 1410. Zijn nazaten bleven eigenaar van beide goederen, totdat begin 16e eeuw er een verdeling plaatsvond, waarbij Herman van Keppel de Dingshof als achterleen ontving. Zijn zoon Derk werd lid van de Ridderschap van Overijssel en kreeg twee zonen: Hendrik en Herman. Die laatste zou de Dingshof in bezit krijgen. Hij huwde Geertruid van Laer. Het waren mogelijk Herman en Geertruid die de havezate Dingshof lieten bouwen.
Herman overleed in 1581. Zijn echtgenote Geertruid kwam in het Buiskensklooster te Deventer terecht omdat ze waanzinnig was verklaard. Zoon Hendrik van Keppel werd in 1582 met de Dingshof beleend. In datzelfde jaar trouwde hij met Anna van Haersolte. Hendrik koos tijdens de Tachtigjarige Oorlog de zijde van de Republiek. Het stel kreeg negen kinderen, van wie oudste zoon Dirk de havezate Dingshof zou ontvangen.
De havezate werd in de 17e eeuw steeds zwaarder met schulden belast. Dirks zoon Hendrik werd in 1682 met de Dingshof beleend, maar verkocht in 1689 alle aanwezige meubels aan zijn dochter. In 1695 en 1696 ging hij grote geldleningen aan. Hendrik was ook nog in de problemen gekomen doordat hij in 1692 Willem Quadt had doodgestoken.
Zoon Robert van Keppel werd in 1713 in de landdag van Overijssel verschreven vanwege zijn bezit van de Dingshof. Daarnaast was hij sinds 1701 lid van Ridderschap van de Veluwe en werd hij in 1711 ambtsjonker van Heerde. Robert  overleed in 1731, waarna zijn vrouw Judith Geertruid Krijt tot haar overlijden in 1759 op de Dingshof bleef wonen. De havezate was inmiddels zo zwaar belast met hypotheken, dat deze nauwelijks meer enige waarde had.

### Bentinck en Van Hemert
Hendrik Ernst van Keppel, zoon van Judith en Robert, werd in 1732 met de Dingshof beleend. Hij huwde Elisabeth Agnes Bentinck, maar het echtpaar kreeg geen kinderen. In zijn testament bleek hij de drie zusters van zijn vrouw als erfgenamen van de Dingshof te hebben benoemd. Van hen bleef Arnoldina het langst in leven, waardoor zij in 1795 de Dingshof volledig in bezit kreeg. Ze stierf in 1802 en liet de havezate na aan haar nicht Mechteld Margaretha van Aerssen.
Mechteld was getrouwd met Wolf Floris van Hemert. Hij werd in 1814 lid van de Overijsselse ridderschap en zou vier jaar later worden erkend als baron. Hun kinderen verdeelden in 1839 de nalatenschap, waarbij ze de havezate in gemeenschappelijk bezit hielden.

### Afbraak
In 1850 kocht jonkheer Jan Willem Hendrik Teding van Berkhout de Dingshof op een publieke veiling. Hij was getrouwd met Marie Quarles van Ufford. Hun erfgenamen verdeelden in 1881 de boedel, waarbij de Dingshof naar de zusjes Catharine, Louisa en Susanna ging. Een jaar later lieten zij het 16e-eeuwse huis slopen. Louisa was getrouwd met Jacobus van der Toorn en hun kinderen zouden in 1913 de Dingshof geheel in eigendom krijgen. De familie Van der Toorn hield de Dingshof ook hierna in bezit.

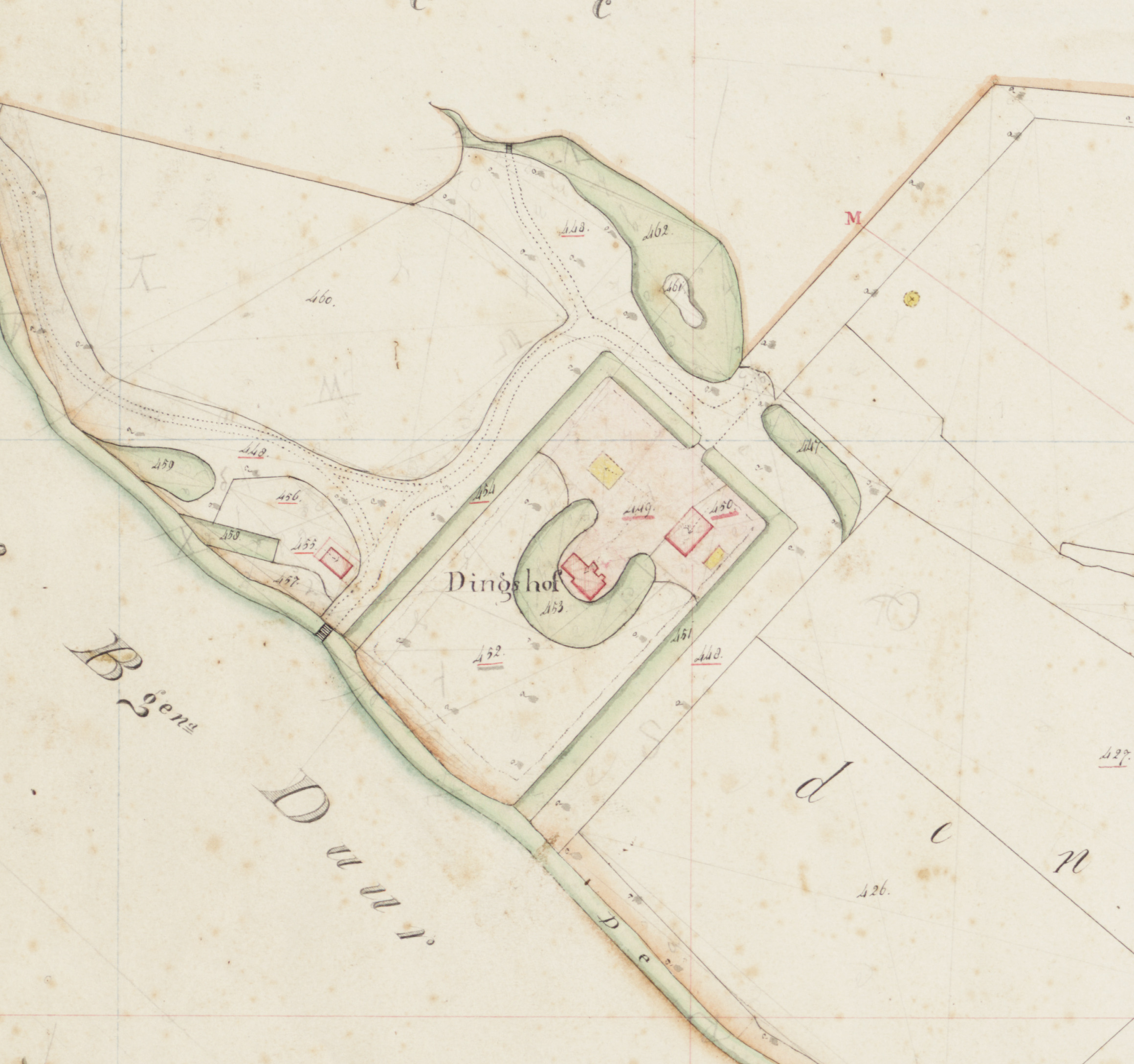
Havezate Dingshof op de kadastrale kaart 1811-1832

## Beschrijving
Van de Dingshof zijn enkele 18e-eeuwse tekeningen bewaard gebleven. Zo bracht tekenaar Cornelis Pronk de havezate in 1730 in beeld als een eenbeukig huis met een torentje. De tekenaar Abraham de Haen gaf kort hierna nog een beschrijving van het huis, waarin hij het bestempelde als ‘van niet veel aenzien’.
De auteur Jacobus Cranendijk omschreef in 1882 de Dingshof als een vierkant bouwwerk van niet meer dan een eeuw oud. Het huis leek volgens hem dan ook niet meer op de oorspronkelijke havezate met toren die er in de 18e eeuw stond.
In 1850 omvatte de havezate het 16e-eeuwse herenhuis, twee bouwhuizen, de erven Dingshof en het Laar, en enkele katersteden. De eigenaar van de havezate had ook een gedeeld collatierecht voor de kerk van Olst. In deze kerk bevonden zich tevens eigen herenbanken waar de familie gebruik van kon maken.
Door verkavelingen in de 19e en 20e eeuw en de demping van de slotgracht in 1956 is er van de oorspronkelijke aanleg van het goed weinig overgebleven. Alleen de boerderij de Dingshof herinnert nog aan de oude havezate. 

## Muntschat
In 1916 werd een pot met 2000 zilveren punten gevonden toen een eiken hakbos werd vergraven. De jongste munt dateert uit 1516.
Den Aalshorst · Den Alerdinck · Huis Almelo · Arkelstein · Averbergen · Azoelen · Backenhagen · Bellinckhof · Den Berg · Huis Bergentheim · Beugelskamp · Beverfeurde · Blankena · Hof te Boekelo · Borgbeuningen · Havezate Boskamp · Boxbergen · Havezate Brecklenkamp · Bredenhorst · Buckhorst · Campherbeek · Colckhof · Den Dam · Huis Diepenheim · Dingshof · Dubbelink · Kasteel Eerde · Egede · Havezate Elsen · Everlo · Landgoed Frieswijk · Glinthuis · Huis Gramsbergen · Grimberg · Grotenhuis · De Haere · Haerst · Hagmeule · Slot Hardenberg · Huis Heeckeren · Huis Hengelo · Herxen · Hofstede · Hogenhof · Hondeborg · Katenhorst · Kevelham · Kranenburg · De Kuile · Het Laar · Leemcule · Luttenberg · Mataram · Mennigjeshave · Nijenhuis (Diepenheim) · Nijenhuis (Olst-Wijhe) · Oldemeule · Olidam · Oosterhof · Huis te Ootmarsum · Den Ordel · Pekkedam · Pothof · Rande · Kasteel Rechteren · Het Reelaer · Rhaan · Rutenberg · Huis Saasveld · Havezate Schoonheten · Havezate Schuilenburg · Singraven · Stoevelaar · Kasteel Toutenburg · Twickel · Vechterweerd · Venebrugge · Kasteel Voorst · Warmelo · Wegdam · Weldam · Weleveld · Huis Werkeren · Westerflier · Wittenstein · Zuthem
Ahnem · Den Alerdinck · Arendshorst · Arkelstein · Averbergen · Beerze · Den Berg · Bergentheim · Blankena · Borgele · Boskamp · Boxbergen · Bredenhorst · Buckhorst · Campherbeek · Collendoorn · Den Dam · Dieze · Dingshof · Den Doorn · Hof te Dorth · Eerde · Egede · De Gelder · Gerner · Glinthuis · Gramsbergen · De Groote Scheere · De Grote Weede · De Haere · Haerst · Hagenvoorde · Heemse · Herxen · Hoenlo · Hofstede · 't Hogeholt · Hogenhof · 't Hoogehuis · Junne · Kranenburg · Krijtenberg · De Kuile · Het Laar · Langeveldslo · Leemcule · Luttenberg · Melenhorst · Mennigjeshave · Nijenhuis · Oosterveen · Den Ordel · De Pol · Pothof · Rande · Rechteren · Het Reelaer · Rhaan · Rollecate · Rutenberg · Schoonheten · Schuilenburg · Vechterweerd · Velner · Venebrugge · Verborg · Voorst · Vrieswijk · Werkeren · Westerveld · Windesheim · Wittenstein · Wolfshagen · Zuthem